# Joris van Cats

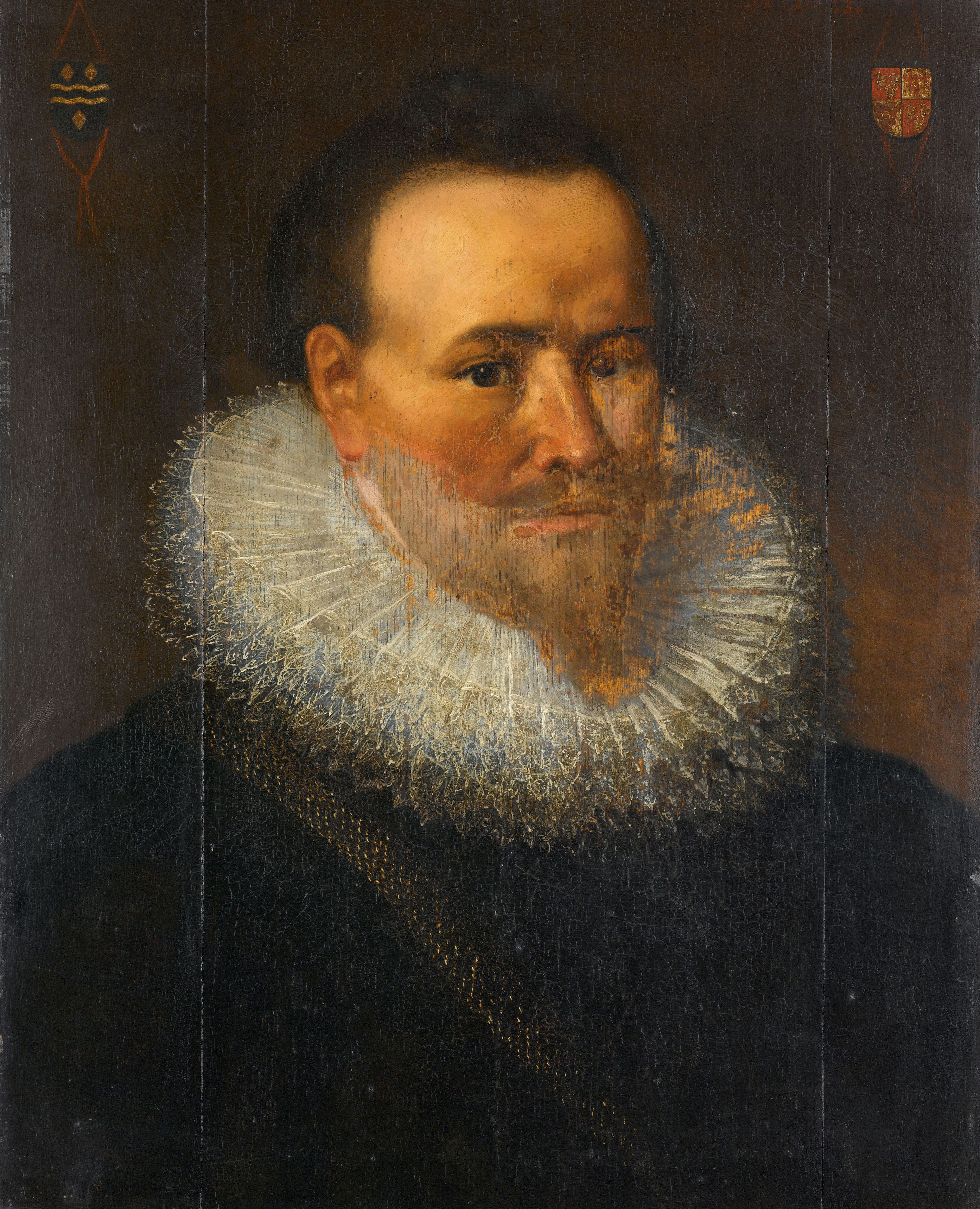
Portret van een man, waarschijnlijk Joris van Cats

Joris van Cats (1590 - 1654) was een Nederlands marinekapitein.
Hij werd kapitein in 1621, commandeur in 1640 en schout-bij-nacht in 1647.
Hij vocht in 1639 onder Maarten Tromp op de Zutphen in de zeeslag bij Duins tegen admiraal Michiel van Dorn.
In 1641 blokkeerde hij Duinkerke ter ondersteuning van Maarten Tromp.
In 1652 voer hij in plaats van Maarten Tromp met 14 schepen naar Livorno voor een blokkade, maar hij liet de Britse kapitein Henry Appleton met drie oorlogsschepen toe om daar vier koopvaardijschepen te lossen.
De Staten-Generaal verving daarop van Cats door Jan van Galen die over land aankwam op 22 augustus en die de Slag bij Livorno leverde.